# Необикновена изложба
„Необикновена изложба“ (на грузински: არჩვეულებრივი გამოფენა) е грузински трагикомичен филм от 1968 година на режисьора Елдар Шенгелая. Сценарият на Резо Габриадзе разказва за талантлив скулптор, който по стечение на обстоятелствата прекарва живота си, като изработва надгробни паметници в провинциално градче. Главните роли се изпълняват от Гурам Лордкипанидзе, Валентина Теличкина, Василий Чхаидзе.